# Chimaera panthera
Chimaera panthera là một loài cá trong họ Chimaeridae. Là loài đặc hữu New Zealand. Môi trường sống tự nhiên của nó là biển mở.